# Tahiche
Tahiche is een plaats in de gemeente Teguise op het Spaanse eiland Lanzarote. Het dorp telt ongeveer 3750 inwoners. 
Het museum Fundación César Manrique ligt in deze plaats.

## Verkeer en vervoer
De LZ-1 en de  LZ-10 komen hier samen.